# Franz Anton Dreher

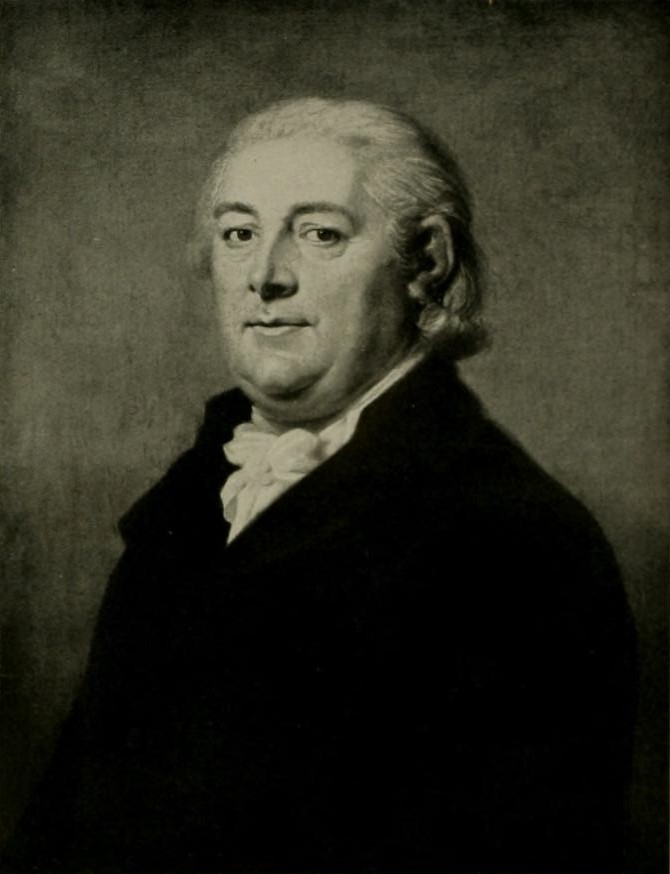
Franz Anton Dreher, gemalt von August Friedrich Oelenhainz

Franz Anton Dreher (* 29. Juli 1736 in Pfullendorf; † 19. November 1820 in Kledering, Niederösterreich) war ein österreichischer Bierbrauer und Unternehmer. Er gilt als der Begründer der „Bierdynastie“ Dreher, die bis 1926 währte.

## Leben
Er kam 1760 als Kellner nach Wien und pachtete bald darauf die Brauerei Ober-Lanzendorf in Niederösterreich. 1782 pachtete er auch das Brauhaus Im unteren Werd in der Leopoldstadt bei Wien und führte dieses mit Erfolg.
1796 kaufte Franz Anton Dreher das Klein-Schwechater Brauhaus (die heutige Brauerei Schwechat) für 19.000 Gulden samt Grundstücken.
Dreher war in erster Ehe kinderlos mit Maria Anna Huber verheiratet, sie starb 1803. In zweiter Ehe heiratete er Katharina Widter (1786–1864), mit ihr hatte er drei Töchter und einen Sohn (Anton Dreher). Dieser erfand 1841 das Lagerbier.